# Vassili Veresxaguin
Vassili Vassilievitx Veresxaguin (en alfabet ciríl·lic Васи́лий Васи́льевич Вереща́гин, 26 d'octubre del 1842 – 13 d'abril del 1904) va ser un dels artistes bèl·lics més famosos de Rússia, a més d'un dels primers artistes russos que va ser àmpliament reconegut a l'estranger. La ciutat de Veresxàguino, al krai de Perm s'anomena així en honor del pintor, a més d'un planeta menor, el 3410 Veresxaguin, que va descobrir l'astrònoma soviètica Liudmila Juravliova el 1978.

## Infància i joventut
Veresxaguin va néixer l'any 1842 a Txerepovets, óblast de Vólogda, a la part occidental de Rússia. El seu pare, un terratinent d'origen noble, va tenir tres fills, dels quals Veresxaguin n'era el mitjà. Quan tenia vuit anys, el van enviar a Tsàrskoie Seló perquè s'incorporés al Cos de Cadets d'Alexandre. Tres anys més tard va entrar al Cos dels Cadets de la Marina de Sant Petersburg, amb els quals va fer la seva primera travessia l'any 1858. Va servir a la fragata Kamxatka, a bord de la qual va navegar a Dinamarca, França i Egipte.
Es va graduar a l'escola naval com a millor alumne de la promoció, però va deixar el servei immediatament per començar a estudiar dibuix de manera seriosa. Dos anys més tard, el 1863, l'Acadèmia Imperial de les Arts de Sant Petersburg li va atorgar una medalla per la seva obra Ulisses matant els pretendents. L'any 1864 es va mudar a París, on va estudiar sota la direcció del pintor i escultor academicista Jean-Léon Gérôme, tot i que discrepava profundament dels seus mètodes. Només dos anys més tard, el 1866, va exhibir el seu quadre dels Dukhobors cantant els seus psalms al Saló de París.

## Viatges a l'Àsia Central i activitat artística

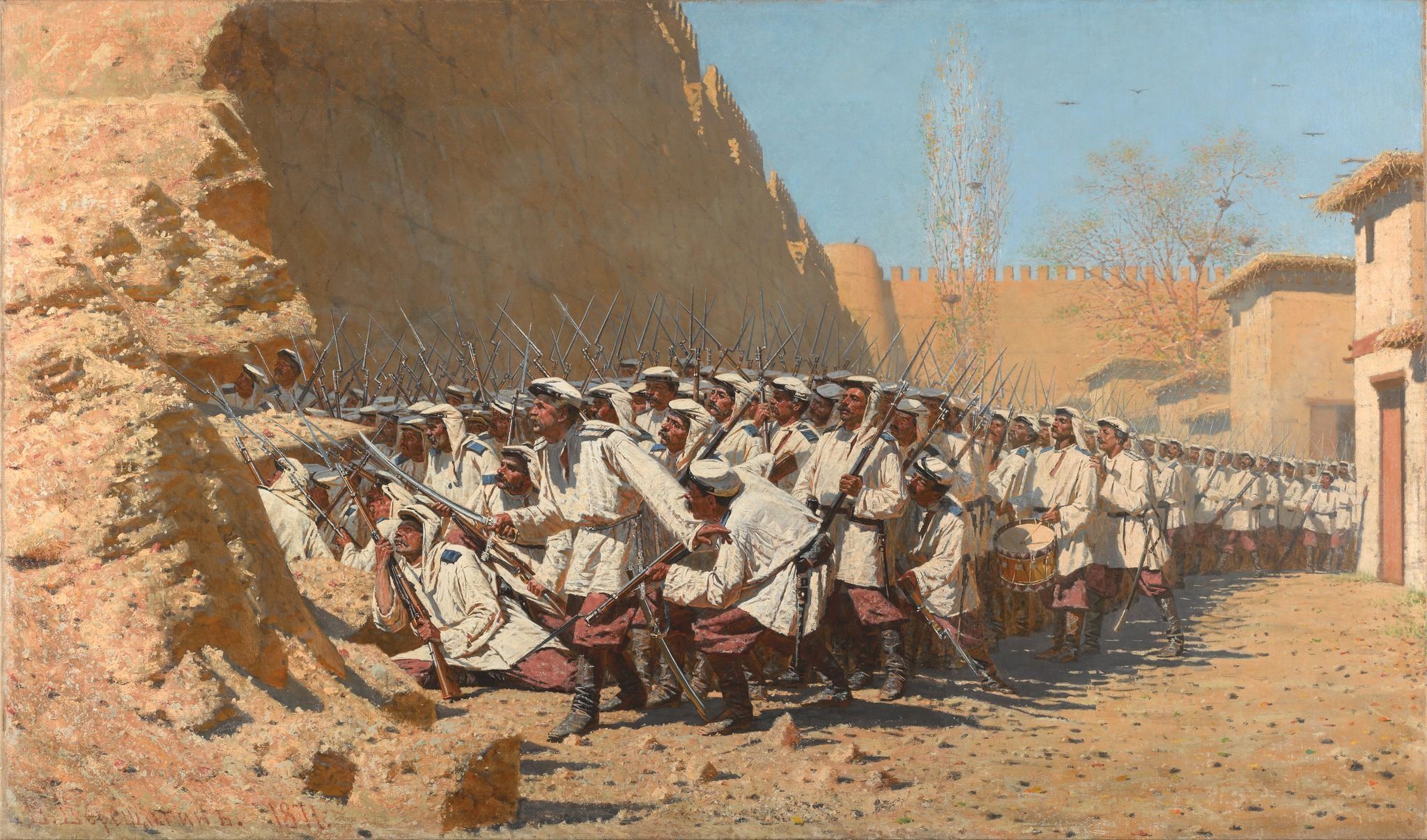
Deixeu-los passar! (1871).

L'any 1867 el van convidar a acompanyar l'expedició al Turquestan del general Konstantin Petròvitx von Kaufman, i se li va concedir el rang de portaestendard. El seu heroisme durant el setge de Samarcanda, del 2 al 8 de juny del 1868, li va valer la Creu de Sant Jordi de 4a classe. Era un viatger infatigable, ja que va tornar a Sant Petersburg a finals del 1868, a París el 1869, a Sant Petersburg aquell mateix any i de nou al Turquestan el 1869 a través de Sibèria.
El 1871 va establir un estudi a Múnic, i va fer una exposició de les seves obres al Crystal Palace de Londres l'any 1873. Va fer-ne una altra un any més tard a Sant Petersburg, on no es va acceptar dues de les seves pintures, anomenades L'apoteosi de la guerra, dedicada a “tots els conqueridors, passats, presents i per venir”, i Abandonat, el retrat d'un soldat moribund abandonat pels seus companys, perquè no s'hi retratava l'exèrcit rus com calia. L'any 1874 va visitar amb exhaustivitat l'Himàlaia, l'Índia i el Tibet, fet que va suposar que estigués més de dos anys viatjant. Va tornar a París a finals de 1876.

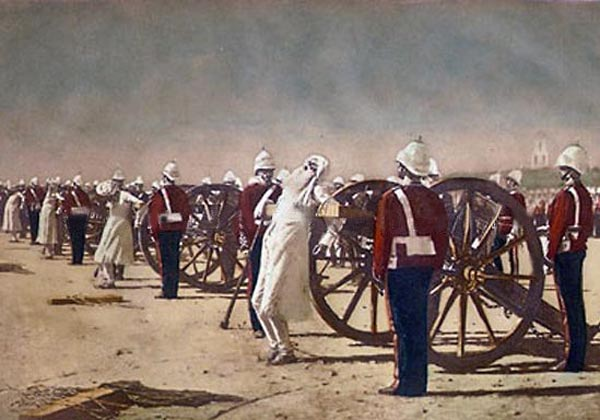
Els anglesos suprimeixen la Revolta Índia (1884).

## La guerra russo-turca i controvèrsia per algunes obres
Quan es va iniciar la Guerra russo-turca (1877–1878), Veresxaguin va marxar de París i va tornar al servei actiu amb l'Exèrcit Imperial Rus. Va participar en la batalla de Xipca i al Setge de Plevna, on va morir el seu germà. Ell va resultar greument ferit durant els preparatius per creuar el Danubi. Quan es va signar el tractat que posava fi a la guerra, va fer de secretari del general Mikhaïl Skóbelev a Yeşilköy.
Un cop acabada la guerra es va establir a Múnic, on Vereshchagin va fer els seus quadres bèl·lics tan ràpid que se'l va acusar obertament de contractar ajudants. La temàtica colpidora de les seves obres tenia una finalitat didàctica: el foment de la pau mitjançant la representació dels horrors de la guerra. Aquest fet va atraure una gran part del públic que normalment no estava interessada en l'art a les exposicions dels seus quadres a París el 1881 i posteriorment a Londres, Berlín, Dresden i Viena, entre d'altres.

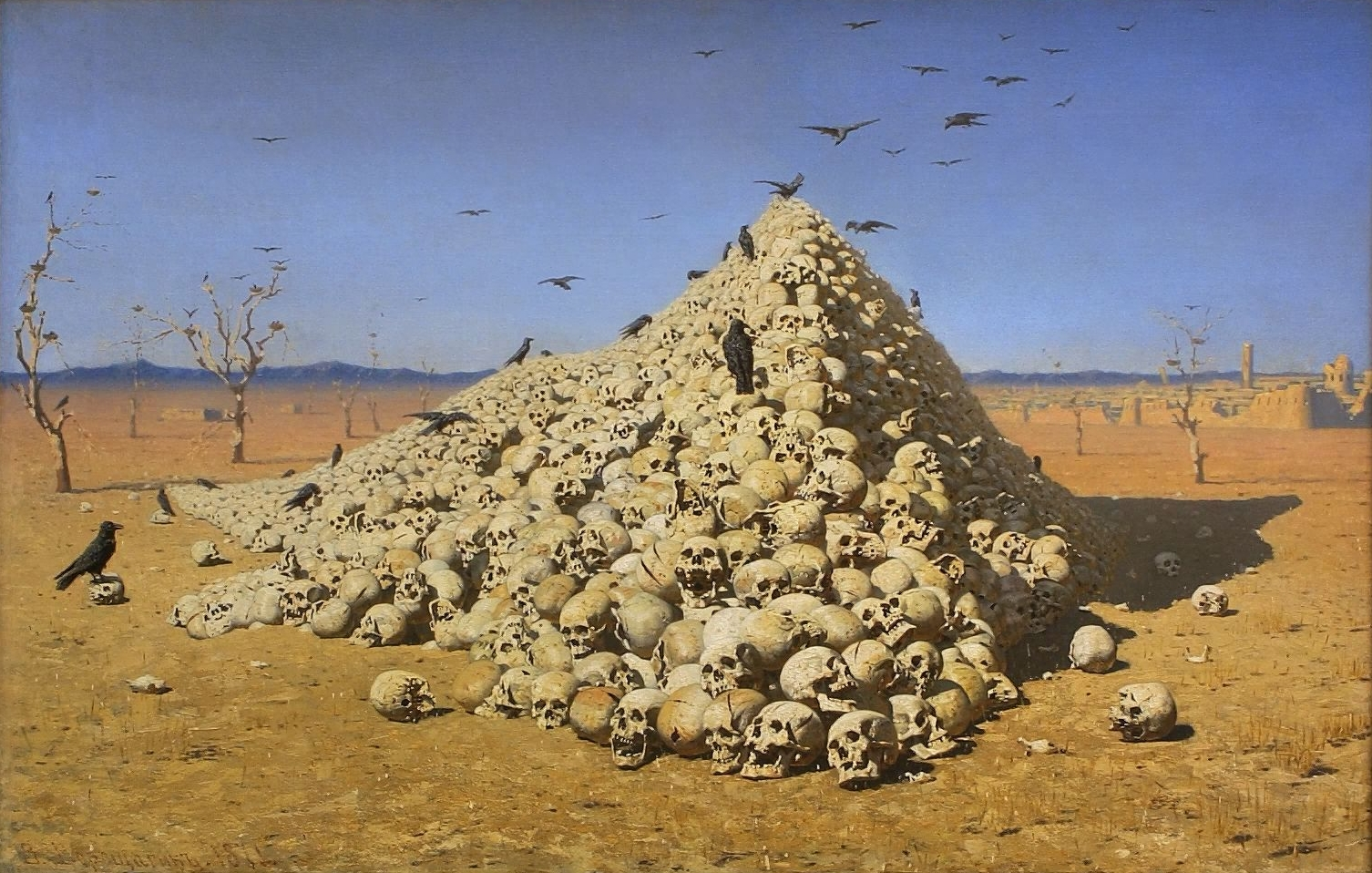
L'apoteosi de la guerra (1871)

Veresxaguin va pintar diverses escenes del domini imperial a l'Índia Britànica. S'afirma que el seu retrat èpic de La desfilada oficial del Príncep de Gal·les a Jaipur és el tercer quadre més gran del món. Durant el 1882 i el 1883 va tornar a viatjar a l'Índia. Tres dels seus quadres van despertar una gran controvèrsia: el d'una execució romana (la Crucifixió), la dels sipais a l'Índia i la de nihilistes a Sant Petersburg. El quadre Els anglesos suprimeixen la Revolta Índia representa com els britànics van executar alguns condemnats indis: els lligaven als canons, que després es disparaven. Els detractors del pintor argumentaven que aquest tipus d'execucions només es van produir durant la Rebel·lió índia de 1857, però que en el quadre es representava soldats de la dècada de 1880, fet que donava per suposat que va ser una pràctica corrent. A causa del seu estil fotogènic, el quadre sembla aportar un testimoni imparcial d'un succés real. A la revista Magazine of Art de desembre de 1887, Veresxaguin es va defensar, de manera força evasiva, argumentant que si hi hagués una altra rebel·lió els anglesos tornarien a fer servir aquests mètodes de nou.
El 1884, el fet d'haver viatjat per Síria i Palestina li va proporcionar un conjunt de temes extrets del Nou Testament que també van despertar polèmica. La controvèrsia va sorgir perquè va retratar la figura de Jesucrist d'una manera que, per a l'època, semblava impròpiament realista, massa vulgar.
També podem destacar la sèrie 1812, que tracta la Invasió francesa de Rússia per part de Napoleó Bonaparte. Veresxaguin la va pintar el 1893 a la capital russa, Moscou, on finalment es va establir. També va escriure un llibre sobre aquest conflicte, possiblement inspirat pel famós Guerra i pau  de Lev Tolstoi.

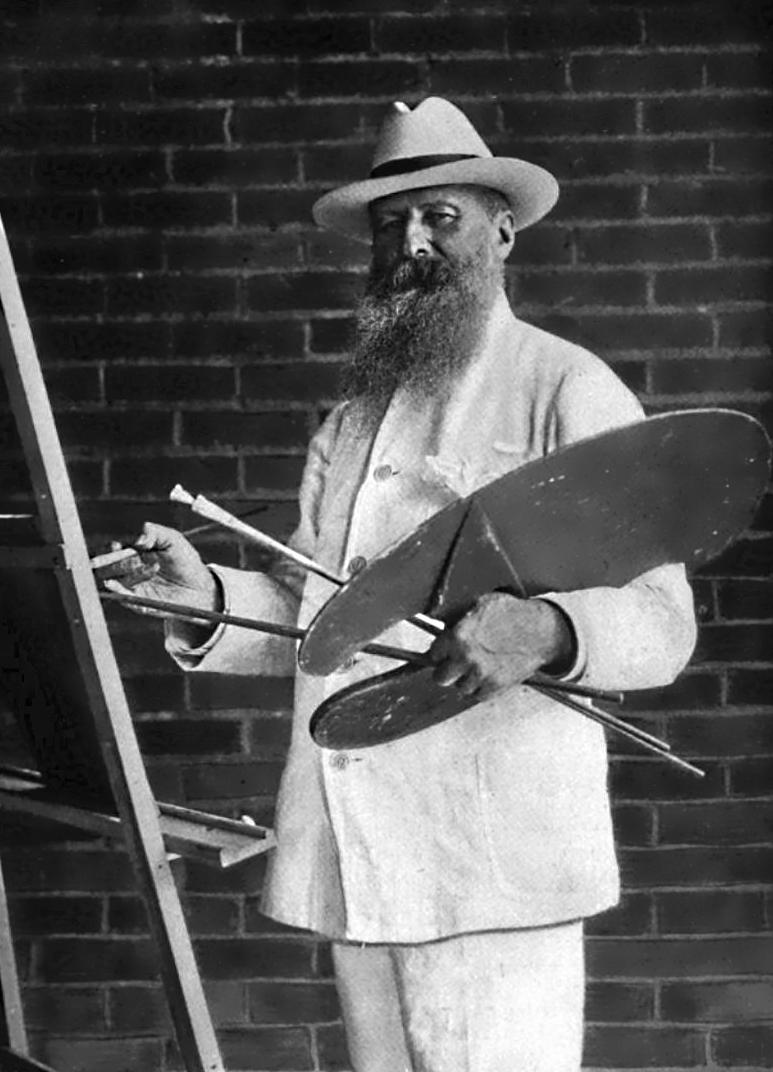
Veresxaguin el 1902

## Darrers anys
Veresxaguin era a l'Extrem Orient durant la Primera Guerra Sinojaponesa, i durant la Guerra russojaponesa l'almirall Stepan Makàrov el va convidar al seu vaixell insígnia, el Petropavlovsk. El 13 d'abril de 1904, el Petropavlovsk va topar amb dues mines quan tornava de Port Arthur i es va enfonsar. Va morir la major part de la tripulació, a més de l'almirall Makàrov i el mateix Veresxaguin. La seva última obra, un quadre d'un consell de guerra presidit per Makàrov es va poder recuperar gairebé sense danys.